# Antonio Ruggieri

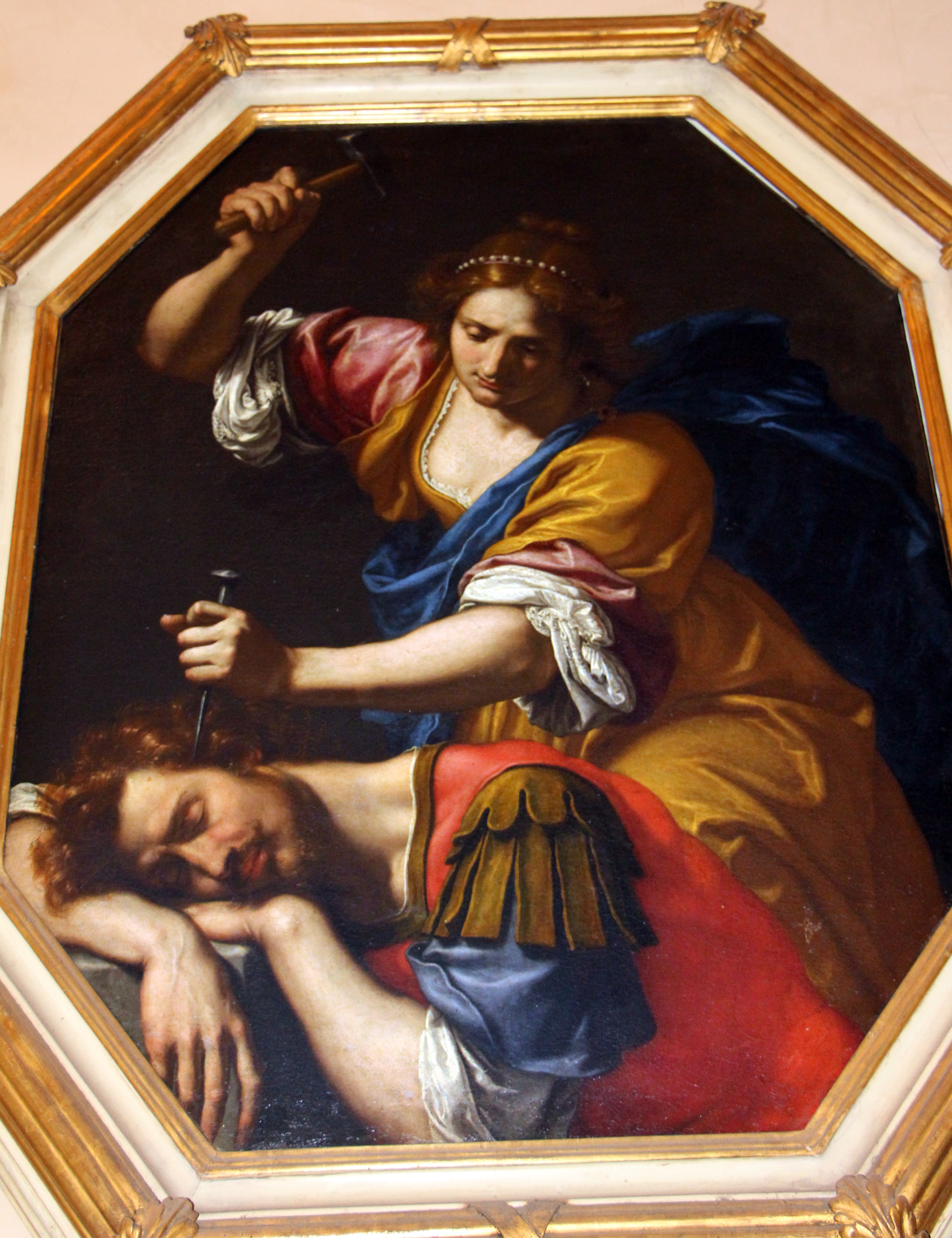
Giaele e Sisara, dalla Compagnia di San Benedetto Bianco, 1640 ca., Firenze, Seminario

Antonio Ruggieri (Firenze, 1615 – post 1670) è stato un pittore italiano.

## Biografia
Si formò a bottega di Ottavio Vannini, diventandone uno degli allievi prediletti, che ebbe il compito di terminare le opere non finite dopo la sua morte, in particolare per la chiesa dei Santi Michele e Gaetano
Nel 1648 si immatricolò all'Accademia delle arti del disegno. In età matura lavorò per Siena, dove mostrò un aggiornamento sulla scuola locale. Il suo nome compare un'ultima volta nei registri dell'Accademia nel 1670, dopo di che non si hanno altre notizie.